# Chasmanthium nitidum
Chasmanthium nitidum är en gräsart som först beskrevs av William Baldwin och Stephen Elliott, och fick sitt nu gällande namn av Harris Oliver Yates. Chasmanthium nitidum ingår i släktet Chasmanthium och familjen gräs. Inga underarter finns listade i Catalogue of Life.